# Denkō Chōjin Gridman
Denkō Chōjin Gridman (jap. 電光超人グリッドマン Denkō Chōjin Guriddoman) – japoński serial tokusatsu stworzony przez studio Tsuburaya Productions. Jest jedną z pierwszych serii tokusatsu, które zostały nakręcone przy wykorzystaniu technologii cyfrowej oraz CGI. Emitowany był na kanale Tokyo Broadcasting System od 3 kwietnia 1993 do 8 stycznia 1994 i liczył 39 odcinków.
W 1994 Tsuburaya we współpracy z DIC Entertainment stworzyli amerykańską adaptację serialu zwaną Superhuman Samurai Syber-Squad. Z kolei w 2015 roku studio animacji Trigger stworzyło krótki film animowany stanowiący "kontynuację" wydarzeń z serialu. Zaowocowało to rozpoczęciem współpracy z Tsuburaya Production, czego efektem jest serial animowany SSSS.Gridman, który stanowi remake oryginalnej serii z nowymi bohaterami i osadzony jest w obecnych czasach. Premiera anime miała miejsce 7 października 2018.

## Fabuła
Trójka nastoletnich maniaków komputerowych – Naoto Shō, Yuka Inoue oraz Ippei Baba – postanawiają ze starych części i złomu zbudować własny komputer zwany Junkiem i stworzyć bohatera własnej gry wideo. Jednakże postać ta zostaje opętana przez byt zwany Gridmanem, który należy do międzywymiarowej policji walczącej z anomaliami komputerowymi. Tymczasem kolega bohaterów i aspołeczny geniusz komputerowy Takeshi Todō nawiązuje współpracę ze złym programem Khanem Digiferem, który zamierza podbić świat ludzki i cyberprzestrzeń. Takeshi tworzy dla Khan Digifera różne gigantyczne potwory-wirusy, które mają zastraszyć ludzkość i pomóc mu w zdobyciu władzy nad światem. Misją Gridmana jest walka z potworami i uratowanie obu światów. Ponieważ Gridman musi do walki uzyskać formę cielesną, w tym celu ofiarowuje Naoto urządzenie zwane Accepterem, dzięki któremu dwójka będzie mogła się ze sobą połączyć w jeden byt. Naoto i Gridman łączą się ze sobą, zaś Ippei i Yuka wspierają ich tworząc im nową broń i wyposażenie.

## Obsada
- Naoto Shō: Masaya Obi
- Gridman: Hikaru Midorikawa (głos), Hiroyuki Okano (kostium)
- Yuka Inoue: Jun Hattori
- Ippei Baba: Takeshi Sudō
- Takeshi Todō: Tsuyoshi Sugawara
- Khan Digifier: Masaharu Satō (głos)